# Discographie de Patrick Bruel
Cet article détaille la discographie de Patrick Bruel.

Un peu plus bas se trouve la liste des chansons dans les albums.

## Albums studio
Les cases grisées signifient que les classements de ce pays n'existaient pas lors de la sortie du disque ou que ceux-ci sont indisponibles.
| Année | Album                          | Classement des ventes | Classement des ventes | Classement des ventes | Classement des ventes | Classement des ventes |
| Année | Album                          | France                | Belgique (Wal)        | Suisse                | Suisse (Rom)          | Pays-Bas              |
| ----- | ------------------------------ | --------------------- | --------------------- | --------------------- | --------------------- | --------------------- |
| 1986  | De face                        | 32                    |                       | —                     |                       | —                     |
| 1989  | Alors regarde                  | 1                     |                       | —                     |                       | 35                    |
| 1994  | Bruel                          | 2                     |                       | —                     |                       | 47                    |
| 1995  | Plaza de los heroes            | —                     | —                     | —                     |                       | —                     |
| 1999  | Juste avant                    | 1                     | 1                     | 32                    |                       | 43                    |
| 2002  | Entre deux                     | 1                     | 1                     | 2                     |                       | 49                    |
| 2006  | Des souvenirs devant           | 1                     | 1                     | 6                     |                       | 69                    |
| 2012  | Lequel de nous                 | 1                     | 1                     | 7                     | 1                     | —                     |
| 2015  | Très souvent, je pense à vous… | 5                     | 4                     | 6                     | 3                     | —                     |
| 2018  | Ce soir on sort…               | 2                     | 2                     | 2                     | 2                     | —                     |
| 2022  | Encore une fois                | 1                     | 1                     | 3                     | 1                     | —                     |

## Albums en concert
| Année | Album                       | Classement des ventes | Classement des ventes | Classement des ventes | Classement des ventes | Classement des ventes |
| Année | Album                       | France                | Belgique (Wal)        | Suisse                | Suisse (Rom)          | Pays-Bas              |
| ----- | --------------------------- | --------------------- | --------------------- | --------------------- | --------------------- | --------------------- |
| 1987  | À tout à l'heure            | —                     |                       | —                     |                       | —                     |
| 1991  | Si ce soir…                 | 1                     |                       | —                     |                       | 55                    |
| 1995  | On s'était dit…             | 25                    | 9                     | —                     |                       | —                     |
| 2001  | Rien ne s'efface…           | 2                     | 1                     | 12                    |                       | —                     |
| 2003  | Entre deux à l'Olympia      | 21                    | 16                    | —                     |                       | —                     |
| 2007  | Des souvenirs… ensemble     | 12                    | 8                     | 45                    |                       | —                     |
| 2009  | Seul… ou presque            | 9                     | 3                     | 41                    |                       | —                     |
| 2014  | Live 2014                   | 6                     | 2                     | 25                    | 7                     | —                     |
| 2016  | Bruel Barbara - Le Châtelet | 55                    | 28                    | —                     | 36                    | —                     |
| 2020  | Ce soir… ensemble           | 15                    | 3                     | 30                    | —                     | —                     |

## Compilations
| Année | Album                  | Classement des ventes | Classement des ventes | Classement des ventes |
| Année | Album                  | France                | Belgique (Wal)        | Suisse                |
| ----- | ---------------------- | --------------------- | --------------------- | --------------------- |
| 2001  | L'essentiel            | 81                    | —                     | —                     |
| 2003  | Les talents essentiels | 23                    | —                     | —                     |
| 2004  | Puzzle                 | 1                     | 2                     | 21                    |
| 2007  | S'laisser aimer (3 CD) | —                     | —                     | —                     |

## Singles
| Année | Single                                  | Classement des ventes | Classement des ventes | Classement des ventes | Classement des ventes | Classement des ventes | Album                | Chiffres ventes et certifications |
| Année | Single                                  | France                | Belgique (Wal)        | Suisse                | Suisse (Rom)          | Pays-Bas              | Album                | Chiffres ventes et certifications |
| ----- | --------------------------------------- | --------------------- | --------------------- | --------------------- | --------------------- | --------------------- | -------------------- | --------------------------------- |
| 1982  | Vide                                    | —                     |                       | —                     |                       | —                     | -                    | NC                                |
| 1984  | Marre de cette nana-là                  | 39                    |                       | —                     |                       | —                     | -                    | 80 000                            |
| 1985  | Comment ça va pour vous ?               | 27                    |                       | —                     |                       | —                     | -                    | 150 000                           |
| 1986  | Non, j'veux pas                         | —                     |                       | —                     |                       | —                     | De face              | 80 000                            |
| 1986  | J'roule vers toi                        | —                     |                       | —                     |                       | —                     | De face              | NC                                |
| 1987  | Tout l'monde peut s'tromper             | —                     |                       | —                     |                       | —                     | De face              | NC                                |
| 1989  | Casser la voix                          | 3                     | 1                     | —                     |                       | 77                    | Alors regarde        | 300 000 · Argent                  |
| 1990  | J'te l'dis quand même                   | 12                    | 3                     | —                     |                       | —                     | Alors regarde        | 100 000                           |
| 1990  | Alors regarde                           | 3                     | 12                    | —                     |                       | —                     | Alors regarde        | 250 000                           |
| 1991  | Place des grands hommes                 | 4                     | 2                     | —                     |                       | —                     | Alors regarde        | 150 000                           |
| 1991  | Décalé                                  | 15                    | 5                     | —                     |                       | 66                    | Alors regarde        | 60 000                            |
| 1991  | Qui a le droit                          | 1                     | 2                     | —                     |                       | —                     | Si ce soir…          | 300 000 · Or                      |
| 1992  | Casser la voix (live)                   | —                     | —                     | —                     |                       | 8                     | Si ce soir…          | NC                                |
| 1992  | J'te l'dis quand même (live)            | —                     | —                     | —                     |                       | 45                    | Si ce soir…          | NC                                |
| 1994  | Bouge !                                 | 22                    | 31                    | —                     |                       | —                     | Bruel                | NC                                |
| 1994  | Combien de murs...                      | 8                     | 3                     | —                     |                       | —                     | Bruel                | 75 000                            |
| 1994  | Pars pas                                | —                     | —                     | —                     |                       | —                     | Bruel                | NC                                |
| 1995  | J'suis quand même là                    | —                     | —                     | —                     |                       | —                     | Bruel                | NC                                |
| 1999  | J'te mentirais                          | —                     | 40                    | —                     |                       | 81                    | Juste avant          | NC                                |
| 2000  | Pour la vie                             | 13                    | 22                    | 90                    |                       | 92                    | Juste avant          | 125 000 · Argent                  |
| 2000  | Au café des délices                     | 13                    | 20                    | —                     |                       | —                     | Juste avant          | NC                                |
| 2000  | Tout s'efface                           | 36                    | 32                    | —                     |                       | 95                    | Juste avant          | NC                                |
| 2002  | Mon amant de Saint Jean                 | 14                    | 33                    | —                     |                       | —                     | Entre deux           | NC                                |
| 2002  | La Complainte de la Butte               | 48                    | —                     | —                     |                       | —                     | Entre deux           | NC                                |
| 2002  | Ménilmontant                            | —                     | —                     | —                     |                       | —                     | Entre deux           | NC                                |
| 2006  | J'm'attendais pas à toi                 | —                     | 39                    | —                     |                       | —                     | Des souvenirs devant | NC                                |
| 2012  | Lequel de nous                          | 35                    | 10                    | —                     | —                     | —                     | Lequel de nous       | NC                                |
| 2012  | She's Gone                              | 181                   | —                     | —                     | —                     | —                     | Lequel de nous       | NC                                |
| 2013  | Maux d'enfants (avec La Fouine)         | —                     | —                     | —                     | —                     | —                     | Lequel de nous       | NC                                |
| 2013  | Dans ces moments-là                     | —                     | —                     | —                     | —                     | —                     | Lequel de nous       | NC                                |
| 2015  | Corsica (avec Patrick Fiori)            | 27                    | 43                    | —                     | 10                    | —                     | Corsu Mezu Mezu      | NC                                |
| 2018  | Tout recommencer                        | 12                    | 45                    | —                     | 10                    | —                     | Ce soir on sort…     | NC                                |
| 2018  | Pas eu le temps                         | 20                    | 39                    | —                     | —                     | —                     | Ce soir on sort…     | Or                                |
| 2019  | Stand Up                                | —                     | —                     | —                     | —                     | —                     | Ce soir on sort…     | NC                                |
| 2019  | Tous les deux (avec Boulevard des Airs) | —                     | —                     | —                     | —                     | —                     | —                    | NC                                |
| 2021  | À la santé des gens que j'aime          | —                     | —                     | —                     | —                     | —                     | —                    | NC                                |
| 2022  | Encore une fois                         | —                     | —                     | —                     | —                     | —                     | Encore une fois      | NC                                |
| 2023  | L'instit                                | —                     | —                     | —                     | —                     | —                     | Encore une fois      | NC                                |
| 2023  | Ce monde-là                             | —                     | —                     | —                     | —                     | —                     | Encore une fois      | NC                                |
| 2023  | Origami                                 | —                     | —                     | —                     | —                     | —                     | Encore une fois      | NC                                |
| 2024  | Danse pour moi                          | —                     | —                     | —                     | —                     | —                     | Encore une fois      | NC                                |
| 2024  | Les chaises vides                       | —                     | —                     | —                     | —                     | —                     | -                    | NC                                |

### Participations
- 1992 : album Urgence : 27 artistes pour la recherche contre le sida (repris de Je ne peux plus dire je t'aime en duo avec Jacques Higelin)
- 1997 : album Le Zénith des Enfoirés
- 1998 : album Ensemble
- 1998 : album Enfoirés en cœur
- 1998 : album live Stade de France 98 de Johnny Hallyday avec qui il interprète un duo
- 2000 : album Solidays - chanson Qui sait ?, pour l'association Solidarité sida, avec Anggun, Stephan Eicher, Faudel, Peter Gabriel, Lââm, Lokua Kanza, Youssou N'Dour, Nourith, Axelle Red et Zucchero
- 2000 : album Noël ensemble
- 2000 : Olympia 2000, album de Johnny Hallyday (nouvelle édition 2019, incluse dans le coffret Hallyday Olympia Story 1961-2000[5]) deux duos avec Johnny Hallyday
- 2000 : Happy Birthday Live - Parc de Sceaux 15.06.2000 (album live resté inédit jusqu'en 2020), en duo avec Johnny Hallyday sur Derrière l'amour
- 2001 : album 2 de Florent Pagny avec qui il interprète un duo
- 2011 : album Bécaud, et maintenant

## Liste des chansons dans les albums
Voici la liste des disques de Patrick Bruel, avec mention des titres. Les singles ne sont pas mentionnés.

### Matériel original

#### De face(1986)
1. Regarde devant toi
2. Tout l'monde peut s'tromper
3. J'roule vers toi
4. L'appart'
5. Rêve à part
6. De face
7. Ça fait des ordres
8. Musique vieille
9. J'ai l'béguin pour elle (duo)
10. Non, j'veux pas ! (remix)
11. Comment ça va pour vous ? (remix)
12. Marre de cette nana-là

#### Alors regarde(1989)
1. Même si on est fou
2. Casser la voix
3. Décalé
4. Alors regarde
5. Flash back
6. J'te l'dis quand même
7. Place des grands hommes
8. La fille de l'aéroport
9. Dors
10. Elle m'regardait comme ça
11. Rock, haine, rôles

#### Bruel(1994)
1. Quoique
2. Lâche-toi
3. Bouge !
4. Pars pas
5. J'suis quand même là
6. On t'attendait
7. Qu'est-ce que tu crois
8. Combien de murs
9. S'laisser aimer
10. Joue, docteur joue !
11. Est-ce que tu danseras avec moi…
12. En bas des marches
13. Demain le monde !
14. Rien à perdre
15. Bonus édition 1995 : J'suis quand même là… (version acoustique)

#### Juste avant(1999)
1. J'te mentirais…
2. Juste avant
3. Pour la vie
4. Tout s'efface
5. Trois ans et demi d'amour…
6. Peur de moi
7. Elle voulait tout
8. Elie
9. Nunca más (en duo avec Nilda Fernández)
10. Au Café des délices
11. Au bout de la marelle
12. Une chanson qui sert à rien

#### Entre deux(2002)
1. Mon amant de Saint-Jean
2. Ménilmontant (duo avec Charles Aznavour)
3. Ah ! si vous connaissiez ma poule
4. Paris je t'aime d'amour
5. Que reste-t-il de nos amours ? (duo avec Laurent Voulzy)
6. Vous qui passez sans me voir
7. Comme de bien entendu (duo avec Renaud)
8. Où sont tous mes amants ? (duo avec Sandrine Kiberlain et Emmanuelle Béart)
9. J'suis dans la dèche
10. Quand on s'promène au bord de l'eau (duo avec Jean-Louis Aubert)
11. Le Temps des cerises (duo avec Jean-Jacques Goldman)
12. Qu'est-ce qu'on attend pour être heureux ? (duo avec Johnny Hallyday)
13. À Paris dans chaque faubourg (duo avec Danielle Darrieux)
14. La java bleue
15. La Complainte de la Butte (duo avec Francis Cabrel)
16. Premier rendez-vous
17. Tout le jour, toute la nuit (duo avec Kahimi Karie)
18. J'ai ta main (duo avec Zazie)
19. Ramona
20. Celui qui s'en va (duo avec Alain Souchon)
21. On n'a pas tous les jours vingt ans
22. La romance de Paris
23. Parlez-moi d'amour
24. À contretemps

#### Des souvenirs devant(2006)
1. Je fais semblant
2. J'm'attendais pas à toi
3. Panne de mélancolie
4. Lettre au père Noël
5. Raconte-moi
6. Adieu
7. Gosses en cavale
8. Va où tu veux
9. Notre plus beau visage
10. Où sont les rêves
11. Peuple impopulaire
12. Ma maison de papier

#### Lequel de nous(2012)
1. Dans ces moments-là
2. Où es-tu
3. Les cigales s'en foutent
4. She's gone
5. Maux d'enfants (feat. La Fouine)
6. Lequel de nous
7. Tout change si vite
8. Les larmes de leurs pères
9. Viens tout contre moi
10. Je serai là pour la suite
11. Rome
12. J'aurais chanté peut-être
13. She's gone (version anglaise / acoustique)
14. À mon ami Alfred T.

#### Très souvent, je pense à vous…(2015)
1. Madame
2. Drouot
3. L'Aigle noir
4. Dis, quand reviendras-tu ?
5. Le Mal de vivre
6. Du bout de mes lèvres
7. Vienne
8. Ma plus belle histoire d'amour
9. Nantes
10. Perlimpinpin
11. Göttingen
12. Mon enfance
13. Parce que je t'aime
14. À mourir pour mourir
15. Pantin

#### Ce soir on sort…(2018)
1. Tout recommencer
2. Rue Mouffetard
3. Qu'est-ce qu'on fait
4. Arrête de sourire
5. J'ai croisé ton fils
6. On se plaît
7. Stand Up
8. Louise
9. Héros
10. Ce soir on sort...
11. Pas eu le temps
12. L'amour est un fantôme
13. Mon repère
14. Je suis fait pour elle
15. On partira

#### Encore une fois(2022)
1. Encore une fois
2. Pouce
3. La chance de pas...
4. Danse pour moi
5. Je l'ai fait cent fois
6. On en parle
7. J'avance
8. Lettre à la con
9. Ce monde-là
10. L'instit
11. Aux souvenirs que nous sommes
12. Celles que l'on croise
13. Dernier verre, premier café
14. Je reviens
15. A la santé des gens que j'aime
16. Le fil

### Compilations et disques live

#### À tout à l'heure(live à l'Olympia, 1987)
1. Comment ça va pour vous ?
2. De face
3. Puzzle
4. L'appart'
5. Non, j'veux pas !
6. Rêve à part
7. Musique vieille
8. Ca fait désordre
9. J'roule vers toi
10. Marre de cette nana-là
11. Tout l'monde peut s'tromper
12. À tout à l'heure

#### Si ce soir… (live, 1991)
1. Alors regarde
2. Même si on est fou
3. Flash back
4. L'appart
5. Elle m'regardait comme ça
6. De face
7. J'te l'dit quand même
8. La fille de l'aéroport
9. Samba em preludio
10. Que sera que sera
11. Décalé
12. Musique vieille
13. Partir ailleurs
14. Comment ça va pour vous?
15. J'roule vers toi
16. Marre de cette nana là
17. Place des grands hommes
18. Jeff
19. Dors
20. Casser la voix
21. Rock, haine, rôles
22. Qui a le droit
23. À tout à l'heure

#### Tour 95 - On s'était dit (live auPalais omnisports de Paris-Bercy, 1995)
1. On t'attendait
2. Place des grands hommes
3. J'suis quand même là…
4. Dors
5. Alors regarde
6. Qui a le droit
7. Casser la voix
8. Fernand
9. Combien de murs…
10. Est-ce que tu danseras avec moi…
11. Décalé
12. Pars pas
13. J'te l'dis quand même
14. S'laisser aimer
15. Pour exister

#### Plaza de los heroes (compilation, 1995)
1. Plaza de los heroes
2. Cuantas murallas…
3. J'suis quand même là…
4. Alors regarde
5. Me voy
6. Romper la voz
7. Décalé
8. Aunque no este bien
9. Joue, docteur joue !
10. Rien à perdre
11. No volveremos a bailar…
12. Pars pas
13. Qui a le droit (live)

#### L'essentiel (compilation, 2001)
1. Casser la voix
2. Même si on est fou
3. Dors
4. Quoique
5. Combien de murs…
6. S’laisser aimer
7. Est-ce que tu danseras avec moi…
8. Regarde devant toi
9. L’appart
10. De face
11. Pars pas
12. Comment ça va pour vous ?

#### Rien ne s'efface… (live, 2001)
1. Voulez-vous ?
2. Place des grands hommes
3. J'te l'dis quand même
4. Juste avant
5. Au bout de la marelle
6. J'te mentirais
7. Peur de moi
8. Pour la vie
9. Nunca mas
10. Alors regarde
11. Combien de murs…
12. Elie
13. Medley rétro
14. Musique vieille
15. Trois ans et demi d'amour
16. Et puis je sais (duo avec Johnny Hallyday)
17. Au café des délices
18. Casser la voix
19. Tout s'efface
20. Décalé
21. Non, je n'ai rien oublié
22. Qui a le droit
23. Elle voulait tout
24. Une chanson qui sert à rien
25. À cause d'elle
26. La Javanaise

#### Entre deux à l'Olympia (live, 2003)
1. Premier rendez-vous
2. Mon amant de Saint-Jean
3. J'ai ta main
4. Paris, je t'aime d'amour
5. Ménilmontant
6. La java de celui qui s'en va
7. Comme de bien entendu
8. Vous qui passez sans me voir
9. Que reste-t-il de nos amours ?
10. On n'a pas tous les jours 20 ans
11. Quand on s'promène au bord de l'eau
12. J'suis dans la dèche
13. La romance de Paris
14. J'te l'dis quand même
15. À Paris dans chaque faubourg
16. Ramona
17. Ah si vous connaissiez ma poule
18. La Java bleue
19. Qu'est qu'on attend pour être heureux ?
20. La Complainte de la Butte
21. À contretemps
22. Parlez-moi d'amour
23. Crédits (présentation des musiciens)
24. Le Temps des cerises
25. Padam…Padam…
26. Appelez ça comme vous voulez
27. C'est un mauvais garçon

#### Puzzle 1984-2004 (compilation, 2004)
1. Place des grands hommes
2. Dors
3. Aunque no este bien (J'te l'dis quand même)
4. L'Italien (avec Serge Reggiani)
5. Casser la voix
6. Demain
7. Au café des délices
8. Qui a le droit (duo avec Ana Torroja)
9. Jeff
10. Alors regarde
11. Tout s'efface
12. Sorry seems to be the hardest word (duo avec Joe Cocker et reprise d'Elton John)
13. Pour la vie
14. Décalé
15. J'suis quand même là…
16. Les Rues de Philadelphie (duo avec Jean-Louis Aubert)
17. Elie
18. À contretemps
19. J'te mentirais…
20. Combien de murs
21. Bouge !
22. On t'attendait
23. Marre de cette nana-là
24. Comment ça va pour vous ?
25. Puzzle
26. Spots TV du live 2001 (clip vidéo)
27. Pars Pas (clip vidéo)

#### Des souvenirs ensemble (live auPalais omnisports de Paris-Bercy, 2007)
1. Alors regarde
2. J'm'attendais pas à toi
3. Dors
4. Raconte moi
5. J'te l'dis quand même
6. Où sont les rêves
7. Combien de murs ?
8. Adieu
9. Gosses en cavale
10. Panne de mélancolie
11. Elle voulait tout
12. Place des grands hommes
13. Au café des délices
14. Casser la voix
15. Qui a le droit
16. Marre de cette nana là
17. Vous

#### Seul ou presque (live, 2009)
1. Voulez-vous
2. Qui a le droit
3. Place des grands hommes
4. On t'attendait
5. Combien de murs ?
6. Alors regarde
7. Lâche-toi
8. L'appart
9. J'te mentirais
10. Est-ce que tu danseras avec moi ?
11. Au Café des Délices
12. J'te l'dis quand même
13. Demain
14. Casser la voix
15. Vienne
16. Où sont les rêves
17. Vous

#### Live Bruel 2014 (live 2014)
1. Vous
2. Place des Grands Hommes
3. Je M'attendais Pas a Ça
4. J'Te Dis Quand Même
5. Pour La Vie (duo Florent Pagny)
6. Combien De Murs
7. Alors Regarde
8. Lâche-Toi
9. Lequel de Nous (duo Indila)
10. Medley : Comment Ça Va Pour Vous
11. Les Gens du Nord (duo Louane)
12. Maux d'Enfants
13. Décalé
14. Ma Révérence (duo Véronique Sanson)
15. Ou Es-Tu
16. Tout s'efface